# Stringendo Zürich
Das Stringendo Zürich ist ein in Zürich ansässiges Kammerorchester. Es wurde im Jahre 1999 von Jens Lohmann gegründet und wird von ihm geleitet.

## Geschichte
Das Orchester besteht aus zwölf Streicherinnen und Streichern, gelegentlich werden weitere Instrumente hinzugezogen. Ursprünglich galt das Stringendo Zürich als Jugendorchester.  Konzerte, Wettbewerbserfolge, Tourneen und  von CD-Aufnahmen folgten. Seit 2007 spielen arrivierte Musiker und noch im Studium befindliche Talente im Orchester.
Seinen ersten grossen Auftritt hatte das Orchester im Jahr 2000 in der Zürcher Tonhalle. Im gleichen Jahr folgten im Rahmen einer Konzertreise Auftritte in Tschechien sowie ein mehrteiliger Konzertzyklus in Zürich. 2001 folgte die erste CD-Produktion. In den Jahren 2001 und 2002 zog das Orchester mit zahlreichen Konzertauftritten durch die Schweiz. 2003 wurde Stringendo Zürich mit dem ersten Preis beim Schweizer Jugend-Kammerorchester-Wettbewerb in Aarau ausgezeichnet. Ab der Saison 2003/2004 dehnte das Orchester seine Auftritte auf das europäische Ausland aus und trat im Rahmen einer Deutschland-Tournee in Stuttgart, Freiburg, Bonn, Köln und Düsseldorf auf. 2008 gründete Lohmann ein Nachwuchs-Stringendo für Jugendliche: Stringendo 14. Dieses spielte bereits in seinem Geburtsjahr zahlreiche Konzerte in der Schweiz, reiste nach Südfrankreich und gewann den Zürcher Musikwettbewerb für Orchester. In den letzten Jahren kamen musikalische Begegnungen mit arrivierten Solisten und Dirigenten dazu. 2012 gewann Stringendo 14 das Finale des Valiant-Wettbewerbs in Murten. 